# 関市武芸川ふるさと夏まつり
関市武芸川ふるさと夏まつり（せきしむげがわふるさとなつまつり）は、岐阜県関市で例年の8月14日に開催される夏祭り、花火大会。

## 概要
1990年（平成2年）、武儀郡武芸川町で武芸川町夏祭り実行委員会が主催し、武芸川町民花火大会を開催したのが始まり。武芸川町夏祭りは花火大会の他、盆踊りなどが行われていた。2005年（平成17年）2月7日に武芸川町が関市に編入合併されると、関市武芸川ふるさと夏まつりに名称を変更する。
関市の北西部の武芸川町八幡の武儀川河畔で行われ、2024年で第32回を数える（第30回は2019年に開催。2020年、2021年、2022年は新型コロナウイルスの流行により中止。第31回は2023年に開催）。花火大会以外に関市武芸川事務所駐車場を会場とし、関西商工会青年部によるビンゴ大会、ゲームや盆踊りが開催される。
主催は関市武芸川ふるさと夏まつり実行委員会、岐阜新聞。岐阜県内で岐阜新聞及び岐阜放送が主催（または後援、共催）する花火大会、「岐阜新聞・岐阜放送花火シリーズ」の一つである。

## 開催場所
- 関市武芸川町八幡（旧・武芸川町八幡）

武儀川河畔（宝見橋下流）

## 交通アクセス

### 自動車
- 当日は関市武芸川事務所に臨時駐車場が設置される。

## その他
- 関市の花火大会は、関市民花火大会（8月13日）、関市武芸川ふるさと夏まつり花火大会（8月14日）と2夜連続で開催される。尚、8月15日に津保川花火大会、オリンピック開催年は板取川花火大会が開催され、年によっては3夜連続の花火大会となる。